# Val Demings
Valdez Venita Demings (nascida Butler; Jacksonville, 12 de março de 1957) é uma política norte-americana e ex-policial que atua como representante dos EUA no 10.º distrito congressional da Flórida desde 2017. De 2007 a 2011, foi Chefe do Departamento de Polícia de Orlando, a primeira mulher a liderar o departamento, encerrando uma carreira de 27 anos no departamento.
Demings foi a candidata democrata a representar o 10.º distrito congressional da Flórida na Câmara dos Representantes dos EUA em 2012 e 2016. Ela perdeu as eleições gerais em 2012 para o republicano Daniel Webster, mas venceu em 2016 depois que a Suprema Corte dos Estados Unidos determinou a criação de um novo distrito democrata de maioria minoritária em Orlando. Em 15 de janeiro de 2020, a presidente da Câmara Nancy Pelosi selecionou Demings para servir como encarregada de impeachment no julgamento do presidente Donald Trump no Senado.
Em maio de 2020, Demings estava sendo considerada uma candidato à vice-presidência de Joe Biden nas eleições presidenciais de 2020 nos Estados Unidos.

## Vida pregressa e carreira
Valdez Venita Butler nasceu em 12 de março de 1957, uma dos sete filhos de uma família pobre; o pai trabalhava como zelador, enquanto a mãe era empregada. Eles moravam em Mandarin, um bairro em Jacksonville, Flórida. Frequentou escolas segregadas na década de 1960, graduando-se na Wolfson High School na década de 1970.
Demings se interessou por uma carreira na aplicação da lei depois de servir na "patrulha escolar" da Dupont Junior High School. Frequentou a Universidade Estadual da Flórida, graduando-se em criminologia em 1979. Depois de se formar na faculdade, Demings trabalhou como assistente social do estado em Jacksonville por 18 meses.
Em 1996, Demings obteve um mestrado em administração pública na Webster University Orlando.